# Acanthogonatus patagallina
Acanthogonatus patagallina là một loài nhện trong họ Nemesiidae.
Acanthogonatus patagallina được miêu tả năm 1995 bởi Goloboff.